# Rhomboda angustifolia
Rhomboda angustifolia là một loài thực vật có hoa trong họ Lan. Loài này được (Carr) Ormerod miêu tả khoa học đầu tiên năm 1995.